# Abū ʿAlī al-Anbārī
Abu Ali al-Anbari (arabisch: أبو علي الأنباري, DMG: Abū ʿAlī al-Anbārī) oder bürgerlich Abdul Rahman Mustafa al-Kaduli (arabisch عبد الرحمن مصطفى القادولي, DMG ʿAbd ar-Raḥmān Muṣṭafā al-Qādūlī; * 1957 oder 1959 in Mossul; † 25. März 2016 in Syrien), auch bekannt als Abu Ala al-Afri (arabisch أبو علاء العفري, DMG Abū ʿAlāʾ al-ʿAfrī) oder Hadschi Iman, war ein irakischer Terrorist. Er war bis zu seinem Tod nach Abu Bakr al-Baghdadi Vize-Chef der dschihadistisch-salafistischen Terrororganisation Islamischer Staat (IS).

## Biografie
Die biografischen Informationen zu al-Anbārīs sind lückenhaft und mit Unsicherheit behaftet. Er wurde in Mossul im Nord-Irak geboren und war später dort als Physiklehrer tätig. 1998 reiste er wohl nach Afghanistan, wo er eine paramilitärische Ausbildung durch al-Qaida erhielt und Vertrauensmann Osama bin Ladens wurde. 2004 schloss er sich al-Qaida im Irak unter Abū Musʿab az-Zarqāwī an. Später wurde er durch die irakischen Autoritäten in Haft genommen, kam jedoch im Jahr 2012 wieder frei und schloss sich dem IS an. Seit Mai 2014 führte das Finanzministerium der Vereinigten Staaten al-Kaduli als Specially Designated Global Terrorist auf. Nachdem Abu Bakr al-Baghdadi, der selbst ernannte „Kalif“ des IS, im März 2015 bei einem Luftschlag mutmaßlich schwer verletzt worden war, so dass er sein Amt nicht mehr ausüben konnte, rückte al-Anbārī nach Presseberichten in der Hierarchie des IS an die zweite Stelle auf und fungierte als Finanzminister des IS. Im Mai 2015 setzte das Außenministerium der Vereinigten Staaten ein Kopfgeld von bis zu 7 Millionen US$ auf ihn aus. Nach Angaben des US-Verteidigungsministers Ashton Carter wurde er am 25. März 2016 in Syrien durch die Streitkräfte der Vereinigten Staaten getötet.